# Carlo Pellegatti
Carlo Pellegatti (Milán, 11 de abril de 1950) es un periodista, comentarista de deporte y youtuber italiano.
Aficionado del AC Milan desde 1957, Pellegatti es conocido por el público por sus comentarios y entrevistas apasionados y poco imparciales, en los que llama los futbolistas del Milán a través de numerosos y imaginativos apodos.
Es el hermano del baterista Paolo Pellegatti.

## Biografía
Licenciado en Ciencias Políticas, ha sido comentarista de los partidos del AC Milan, debutando en la temporada 1983-1984. Tras una larga carrera en Qui studio a voi stadio al final de los años ochenta, pasa a Mediaset como corresponsal de Studio Sport. A partir del 7 de julio de 1994 se convirtió en periodista profesional escrito a la Orden profesional de Lombardia.
Al principio de 2000 ha sido comentarista de los partidos de campeonato del AC Milan en el segundo canal audio de Milan Channel (en aquel tiempo incluido en la plataforma D+), mientras que desde 2007 ha desempeñado el mismo papel pero en el segundo canal audio de Mediaset Premium. Además, trabaja como crítico habitual para Milan Channel, desde los primeros años de la creación del canal temático. Aficionado también de hípica, escribe a menudo en La Gazzetta dello Sport, haciendo pronósticos sobre las carreras de trote y galope previstas en el Hipódromo de San Siro en Milán.
Además de su compromiso con Mediaset fue colaborador de la revista Forza Milan, mientras que en el verano de 2011 se convirtió en editorialista de Milannews.it. También es comentarista en Odeon Tv en la transmisión "Campionato dei Campioni".
El 22 de agosto de 2018, después de 35 años, anuncia su retiro de los comentarios, el último del los cuáles fue el de Milan-Fiorentina del 20 de mayo anterior. Después de tomar esta decisión, decide abrir un canal de YouTube, donde aborda temas relacionados con el equipo de Milán.
El 1 de septiembre de 2018 desmiente el anuncio realizado una semana antes en el que declaraba que ya no quería realizar comentarios y volver a realizarlos para TopCalcio24 (canal 152 del digitale terrestre). Desde el 2 de septiembre de 2018 ha sido invitado en el área de aficionados de Pressing para Canale 5. Con el cierre de Pressing pasa a Sky Deporte.